# ホンダ・RC213V
RC213V(アールシーにいいちさんブイ)とは、ロードレース世界選手権MotoGPクラス参戦を目的として製作されたホンダのレース専用オートバイである。

## 概要
2012年よりMotoGPクラスのエンジン排気量の上限が1,000ccに拡大されたことに伴い登場した。エンジン形式は先代のRC212V同様のV型4気筒を採用している。
なおMotoGPのオープンクラス向け車両として、2014年に本形式ベースの市販マシンRCV1000Rをプライベイター向けに販売した。2015年シーズンからはニューマチックバルブ仕様のエンジンを採用する等の改良を加え RC213V-RS として販売される。
また、2014年11月のEICMA(ミラノショー)では公道仕様として開発した RC213V-S も発表している(ただしRC213Vの公道仕様というよりも前述のRCV1000Rに保安部品を付けて公道走行可能にしたものといえる)。
2015年6月11日に公道仕様であるRC213V-Sを全世界に販売することを発表。同年7月13日からホンダが市販したオートバイ史上最高額となる2190万円で販売された。
2023年シーズンには、Moto2クラスのフレームビルダーとして知られるカレックス・エンジニアリングにシャシー製作を依頼し、ホンダ製シャシーと併用する形で実戦にも投入されている。

## レース戦績
世界タイトル獲得回数：6
マルク・マルケス：2013, 2014, 2016, 2017, 2018, 2019
マニュファクチャラーズ・ランキング
|        | 順位 | 優勝回数 | レース回数 | 優勝ライダー |
| ------ | ---- | -------- | ---------- | --- |
| 2012年 | 1位  | 12       | 18         | ダニ・ペドロサ（7勝）ケーシー・ストーナー（5勝）                                                                     |
| 2013年 | 1位  | 9        | 18         | マルク・マルケス（6勝）ダニ・ペドロサ（3勝）                                                                         |
| 2014年 | 1位  | 14       | 18         | マルク・マルケス（13勝）ダニ・ペドロサ（1勝）                                                                        |
| 2015年 | 2位  | 7        | 18         | マルク・マルケス（5勝）ダニ・ペドロサ（2勝）                                                                         |
| 2016年 | 1位  | 9        | 18         | マルク・マルケス（5勝）カル・クラッチロウ（2勝・サテライト）ダニ・ペドロサ（1勝）ジャック・ミラー（1勝・サテライト） |
| 2017年 | 1位  | 8        | 18         | マルク・マルケス（6勝） ダニ・ペドロサ（2勝）                                                                        |
| 2018年 | 1位  | 10       | 19         | マルク・マルケス（9勝） カル・クラッチロウ（1勝・サテライト）                                                        |
| 2019年 | 1位  | 12       | 19         | マルク・マルケス（12勝）                                                                                             |
| 2020年 | 5位  | -        | 15         | - |
| 2021年 | 4位  | 3        | 18         | マルク・マルケス（3勝）                                                                                              |